# Molestia
Per molestia si intende un fastidio o un disagio che produce un turbamento del benessere fisico o della tranquillità.
Il termine viene anche utilizzato in diritto penale per indicare un comportamento che, con qualsiasi mezzo, arreca disturbo o fastidio, talvolta limitando e impedendo l'esercizio dei diritti di terzi. 
Sebbene possa presentarsi in varie forme che spaziano dall'aggressione, all'intimidazione, al bullismo e all'offesa, il concetto di molestia viene spesso associato a quello di molestia sessuale.